# Gelasine
Gelasine is een geslacht uit de lissenfamilie (Iridaceae). De wetenschappelijke naam is in 1840 gepubliceerd door William Herbert.
Het geslacht komt van nature voor in Zuid-Amerika.
De naam Gelasine komt, via het Latijnse 'gelasinus', uit het Oudgriekse woord γελασῖνος (Gelasînos), wat "kuiltje in de wangen" betekent.

## Soorten
- Gelasine caldensis Ravenna - Minas Gerais
- Gelasine coerulea (Vell.) Ravenna - Paraguay, zuidoostelijk Brazilië
- Gelasine elongata (Graham) Ravenna - Zuid-Brazilië, Urubual, Noordoost-Argentinië
- Gelasine gigantea Ravenna - centraal Brazilië
- Gelasine goodspeediana (R.C.Foster) Celis & Goldblatt
- Gelasine paranaensis Ravenna - Staat Paraná in het zuiden van Brazilië
- Gelasine rigida Ravenna - Minas Gerais
- Gelasine uruguaiensis Ravenna - Uruguay

1. ↑  (en) Ravenna, Pierfelice  (1984). The delimitation of Gelasine (Iridaceae), and G. uruguaiensis sp. nov. from Uruguay. Nordic Journal of Botany  4 (3): 347–350. ISSN:1756-1051. DOI:10.1111/j.1756-1051.1984.tb01506.x.
2. ↑  Manning, John (20082008). The Iris Family: Natural History & Classification. Timber Press, Portland, Oregon, 242–43. ISBN 978-0-88192-897-6.